# Мурзинка (Горноуральський міський округ)
Му́рзинка (рос. Мурзинка) — село у складі Горноуральського міського округу Свердловської області.
Населення — 347 осіб (2010, 354 у 2002).
Національний склад станом на 2002 рік: росіяни — 97 %.